# Real Collegio Tuziano

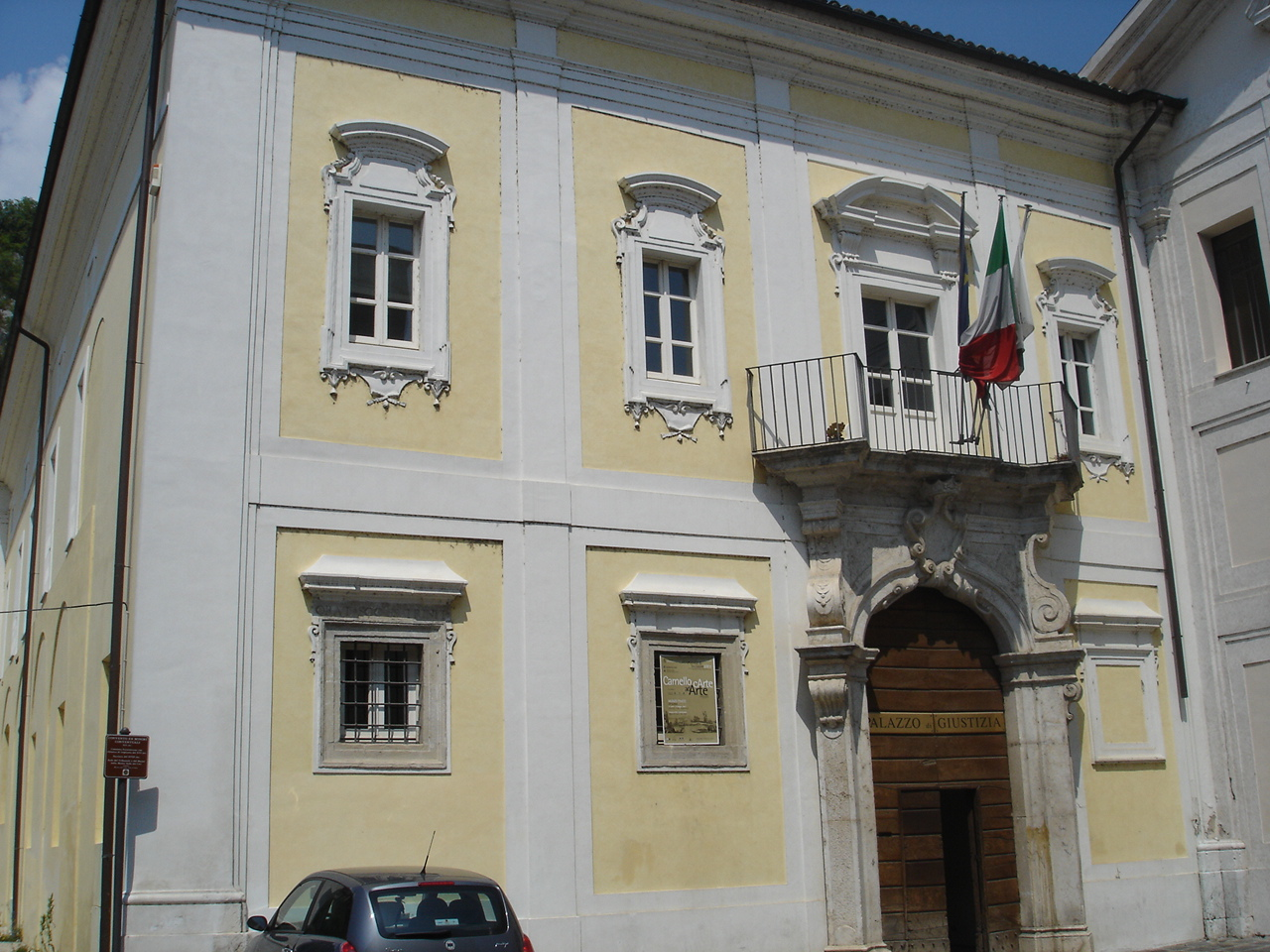
Ex convento dei francescani a Sora (oggi sede di sezione del Tribunale di Cassino e del Museo della media valle del Liri), probabile sede del Collegio Tuziano

Il Real Collegio Tuziano fu un istituto di istruzione laicale del Regno di Napoli, che aveva la propria sede nella città di Sora.

## Istituzione
Il collegio fu istituito nel 1763, probabilmente grazie ad un lascito testamentario del balsoranese Fabio Tuzii. L'amministrazione era affidata al primicerio del duomo, al parroco di Santa Restituta e a quello di San Bartolomeo. L'iscrizione di una lapide non più rinvenibile posta presso l'ex convento dei francescani di Sora, nell'odierna Piazza Mayer Ross, registrata verso la fine degli anni settanta, che attesta la fondazione del collegio dalla donazione di Fabio Tuzi, ha indotto alcuni studiosi a sostenere che la scuola fosse situata nei locali del detto convento, benché ancora oggi non ve ne sia prova.
(Iscrizione marmorea)
Probabilmente la formazione degli studenti era basata sullo studio dei classici e delle scienze naturali, secondo la consuetudine della società napoletana settecentesca.

## Storia
Il collegio operò in città fino al 1796, quando le truppe borboniche si stanziarono nella valle del Liri e si acquartierarono nei locali del collegio. Nel 1799 il re Ferdinando IV ordinò che tutte le strutture pubbliche periferiche fossero soggette al controllo delle locali autorità diocesane, a seguito del fallimento della rivoluzione napoletana: il Collegio Tuziano fu così soppresso e integrato nel Collegio Tulliano di Arpino, che ne acquisì anche parte delle rendite.

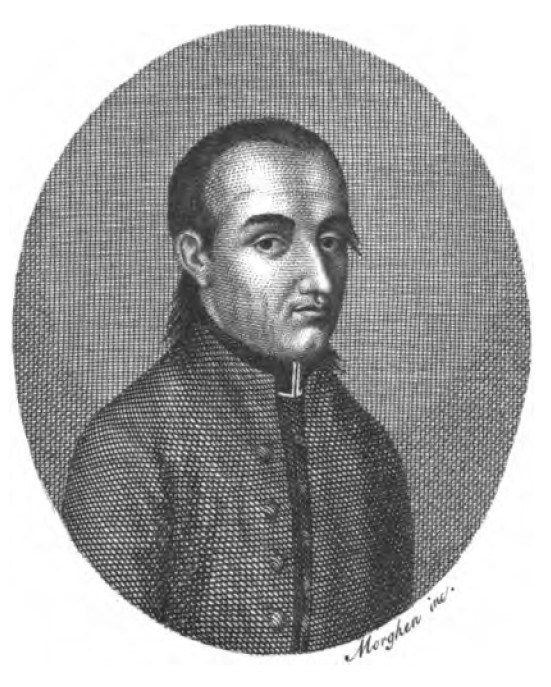
Antonio Jerocades

### Il regalismo e il processo a Jerocades
Nel suo trentenno di vita la scuola ospitò fra i suoi insegnanti e studenti importanti personalità quali i massoni Antonio Jerocades, Gennaro Partitario e Domenico Morichini, distinguendosi anche clamorosamente per l'orientamento anticurialista dei docenti. Del Tuziano si interessò più volte anche Antonio Genovesi.
Ai tempi del rettorato di Gennaro Partitario, nel 1770, il collegio fu coinvolto nel processo d'inquisizione contro Antonio Jerocades, che qui insegnava da diversi anni. Egli fu l'autore di una rappresentazione teatrale che fu censurata dal vescovo di Sora, accusata di essere ispirata dall'eresia giansenista. Jerocades aveva scritto per gli studenti del Tuziano il dramma «Il ritorno di Ulisse», di cui una parte dell'opera era una satira contro i quaccheri. L'opera apparve al clero sorano una critica alla tradizione cattolica e spinse il vescovo a condannare Jerocades. La causa poi da un ambito prettamente ecclesiastico divenne una questione civile accendendo la querelle regalista anche nella valle del Liri; il rettore del Tuziano riteneva competenza regia la censura sulle opere che si tenevano nei teatri del Regno di Napoli, essendo l'autorità spirituale in materia una Regia Regalia, che il vescovo non aveva rispettato.